# 11e étape du Tour d'Italie 2015
Pour un article plus général, voir Tour d'Italie 2015.
La 11e étape du Tour d'Italie 2015 s'est déroulée le mercredi 20 mai 2015. Elle part de Forlì et arrive à Imola (Autodromo Enzo e Dino Ferrari) après 153 km.

## Parcours
Cette onzième étape se déroule sous la forme d'une étape en ligne entre Forlì et Imola (Autodromo Enzo e Dino Ferrari). Elle est classée moyenne montagne par les organisateurs, le parcours comprend trois côtes ou cols classées en troisième (Passo del Trebbio (km 24), Valico del Prugno (km 70,8) ) et quatrième catégorie (Tre Monti (km 130) ).

## Résultats

### Classement de l'étape
| Classement de l'étape | Classement de l'étape | Classement de l'étape | Classement de l'étape       | Classement de l'étape |
|                       | Coureur               | Pays                  | Équipe                      | Temps                 |
| --------------------- | --------------------- | --------------------- | --------------------------- | --------------------- |
| 1er                   | Ilnur Zakarin         | Russie                | Katusha                     | en 3 h 55 min 8 s     |
| 2e                    | Carlos Betancur       | Colombie              | AG2R La Mondiale            | + 53 s                |
| 3e                    | Franco Pellizotti     | Italie                | Androni Giocattoli-Sidermec | + 53 s                |
| 4e                    | Beñat Intxausti       | Espagne               | Movistar                    | + 53 s                |
| 5e                    | Diego Rosa            | Italie                | Astana                      | + 53 s                |
| 6e                    | Steven Kruijswijk     | Pays-Bas              | Lotto NL-Jumbo              | + 53 s                |
| 7e                    | Ryder Hesjedal        | Canada                | Cannondale-Garmin           | + 53 s                |
| 8e                    | Maciej Paterski       | Pologne               | CCC Sprandi Polkowice       | + 58 s                |
| 9e                    | Philippe Gilbert      | Belgique              | BMC Racing                  | + 58 s                |
| 10e                   | Juan José Lobato      | Espagne               | Movistar                    | + 1 min 2 s           |
| modifier              |                       |                       |                             |                       |

### Points attribués
|   | Cycliste             | Nat      | Équipe              | Pts | Bonif |
| - | -------------------- | -------- | ------------------- | --- | ----- |
| 1 | Giacomo Nizzolo      | Italie   | Trek Factory Racing | 10  | 3 s   |
| 2 | Elia Viviani         | Italie   | Sky                 | 6   | 2 s   |
| 3 | Nicola Boem          | Italie   | Bardiani CSF        | 3   | 1 s   |
| 4 | Maxim Belkov         | Russie   | Katusha             | 2   |       |
| 5 | Eduard-Michael Grosu | Roumanie | Nippo-Vini Fantini  | 1   |       |

|   | Cycliste          | Nat      | Équipe                | Pts | Bonif |
| - | ----------------- | -------- | --------------------- | --- | ----- |
| 1 | Diego Rosa        | Italie   | Astana                | 10  | 3 s   |
| 2 | Matteo Montaguti  | Italie   | AG2R La Mondiale      | 6   | 2 s   |
| 3 | Marek Rutkiewicz  | Pologne  | CCC Sprandi Polkowice | 3   | 1 s   |
| 4 | Steven Kruijswijk | Pays-Bas | Lotto NL-Jumbo        | 2   |       |
| 5 | Beñat Intxausti   | Espagne  | Movistar              | 1   |       |

| - Sprint final de Imola (km 153) \| \| Cycliste \| Nat \| Équipe \| Points \| Bonif \| \| -- \| ----------------- \| -------- \| --------------------------- \| ------ \| ----- \| \| 1 \| Ilnur Zakarin \| Russie \| Katusha \| 25 \| 10 s \| \| 2 \| Carlos Betancur \| Colombie \| AG2R La Mondiale \| 18 \| 6 s \| \| 3 \| Franco Pellizotti \| Italie \| Androni Giocattoli-Sidermec \| 12 \| 4 s \| \| 4 \| Beñat Intxausti \| Espagne \| Movistar \| 8 \| \| \| 5 \| Diego Rosa \| Italie \| Astana \| 6 \| \| \| 6 \| Steven Kruijswijk \| Pays-Bas \| Lotto NL-Jumbo \| 5 \| \| \| 7 \| Ryder Hesjedal \| Canada \| Cannondale-Garmin \| 4 \| \| \| 8 \| Maciej Paterski \| Pologne \| CCC Sprandi Polkowice \| 3 \| \| \| 9 \| Philippe Gilbert \| Belgique \| BMC Racing \| 2 \| \| \| 10 \| Juan José Lobato \| Espagne \| Movistar \| 1 \| \| |                   |          |                             |        |       |
| | Cycliste          | Nat      | Équipe                      | Points | Bonif |
| 1 | Ilnur Zakarin     | Russie   | Katusha                     | 25     | 10 s  |
| 2 | Carlos Betancur   | Colombie | AG2R La Mondiale            | 18     | 6 s   |
| 3 | Franco Pellizotti | Italie   | Androni Giocattoli-Sidermec | 12     | 4 s   |
| 4 | Beñat Intxausti   | Espagne  | Movistar                    | 8      |       |
| 5 | Diego Rosa        | Italie   | Astana                      | 6      |       |
| 6 | Steven Kruijswijk | Pays-Bas | Lotto NL-Jumbo              | 5      |       |
| 7 | Ryder Hesjedal    | Canada   | Cannondale-Garmin           | 4      |       |
| 8 | Maciej Paterski   | Pologne  | CCC Sprandi Polkowice       | 3      |       |
| 9 | Philippe Gilbert  | Belgique | BMC Racing                  | 2      |       |
| 10 | Juan José Lobato  | Espagne  | Movistar                    | 1      |       |

### Cols et côtes
|   | Cycliste          | Pays     | Équipe         | Points |
| - | ----------------- | -------- | -------------- | ------ |
| 1 | Beñat Intxausti   | Espagne  | Movistar       | 7      |
| 2 | Steven Kruijswijk | Pays-Bas | Lotto NL-Jumbo | 4      |
| 3 | Ilnur Zakarin     | Russie   | Katusha        | 2      |
| 4 | Diego Rosa        | Italie   | Astana         | 1      |

|   | Cycliste          | Pays     | Équipe                      | Points |
| - | ----------------- | -------- | --------------------------- | ------ |
| 1 | Carlos Betancur   | Colombie | AG2R La Mondiale            | 7      |
| 2 | Beñat Intxausti   | Espagne  | Movistar                    | 4      |
| 3 | Steven Kruijswijk | Pays-Bas | Lotto NL-Jumbo              | 2      |
| 4 | Franco Pellizotti | Italie   | Androni Giocattoli-Sidermec | 1      |

| - Tre Monti, 4e catégorie (km 130) \| \| Cycliste \| Pays \| Équipe \| Points \| \| - \| --------------- \| -------- \| ---------------- \| ------ \| \| 1 \| Ilnur Zakarin \| Russie \| Katusha \| 3 \| \| 2 \| Beñat Intxausti \| Espagne \| Movistar \| 2 \| \| 3 \| Carlos Betancur \| Colombie \| AG2R La Mondiale \| 1 \| |                 |          |                  |        |
| | Cycliste        | Pays     | Équipe           | Points |
| 1 | Ilnur Zakarin   | Russie   | Katusha          | 3      |
| 2 | Beñat Intxausti | Espagne  | Movistar         | 2      |
| 3 | Carlos Betancur | Colombie | AG2R La Mondiale | 1      |

### Classement au temps par équipes
| Classement par équipes au temps | Classement par équipes au temps | Classement par équipes au temps | Classement par équipes au temps |
|                                 | Équipe                          | Pays                            | Temps                           |
| ------------------------------- | ------------------------------- | ------------------------------- | ------------------------------- |
| 1re                             | Katusha                         | Russie                          | en 11 h 47 min 28 s             |
| 2e                              | Movistar                        | Espagne                         | + 53 s                          |
| 3e                              | Astana                          | Kazakhstan                      | + 53 s                          |
| modifier                        |                                 |                                 |                                 |

### Classement aux points par équipes
| Classement par équipes aux points | Classement par équipes aux points | Classement par équipes aux points | Classement par équipes aux points | Classement par équipes aux points |
|                                   | Équipes                           | Pays                              |                                   | Point(s)                          |
| --------------------------------- | --------------------------------- | --------------------------------- | --------------------------------- | --------------------------------- |
| 1re                               | Katusha                           | Russie                            |                                   | 52                                |
| 2e                                | AG2R La Mondiale                  | France                            |                                   | 40                                |
| 3e                                | Androni Giocattoli-Sidermec       | Italie                            |                                   | 25                                |
| modifier                          |                                   |                                   |                                   |                                   |

## Classements à l'issue de l'étape

### Classement général
| Classement final général | Classement final général | Classement final général | Classement final général | Classement final général |
|                          | Coureur                  | Pays                     | Équipe                   | Temps                    |
| ------------------------ | ------------------------ | ------------------------ | ------------------------ | ------------------------ |
| 1er                      | Alberto Contador         | Espagne                  | Tinkoff-Saxo             | en 46 h 54 min 19 s      |
| 2e                       | Fabio Aru                | Italie                   | Astana                   | + 3 s                    |
| 3e                       | Mikel Landa              | Espagne                  | Astana                   | + 46 s                   |
| 4e                       | Dario Cataldo            | Italie                   | Astana                   | + 1 min 16 s             |
| 5e                       | Roman Kreuziger          | Tchéquie                 | Tinkoff-Saxo             | + 1 min 46 s             |
| 6e                       | Rigoberto Urán           | Colombie                 | Etixx-Quick Step         | + 2 min 10 s             |
| 7e                       | Giovanni Visconti        | Italie                   | Movistar                 | + 2 min 12 s             |
| 8e                       | Damiano Caruso           | Italie                   | BMC Racing               | + 2 min 20 s             |
| 9e                       | Andrey Amador            | Costa Rica               | Movistar                 | + 2 min 24 s             |
| 10e                      | Leopold König            | Tchéquie                 | Sky                      | + 2 min 30 s             |
| modifier                 |                          |                          |                          |                          |

### Classement par points
| Classement par points | Classement par points | Classement par points | Classement par points       | Classement par points |
| --------------------- | --------------------- | --------------------- | --------------------------- | --------------------- |
|                       | Coureur               | Pays                  | Équipe                      | Point(s)              |
| 1er                   | Nicola Boem           | Italie                | Bardiani CSF                | 101 points            |
| 2e                    | André Greipel         | Allemagne             | Lotto-Soudal                | 85 pts                |
| 3e                    | Elia Viviani          | Italie                | Sky                         | 84 pts                |
| 4e                    | Giacomo Nizzolo       | Italie                | Trek Factory Racing         | 71 pts                |
| 5e                    | Marco Bandiera        | Italie                | Androni Giocattoli-Sidermec | 60 pts                |
| modifier              |                       |                       |                             |                       |

### Classement du meilleur grimpeur
| Classement du meilleur grimpeur | Classement du meilleur grimpeur | Classement du meilleur grimpeur | Classement du meilleur grimpeur | Classement du meilleur grimpeur |
| ------------------------------- | ------------------------------- | ------------------------------- | ------------------------------- | ------------------------------- |
|                                 | Coureur                         | Pays                            | Équipe                          | Point(s)                        |
| 1er                             | Beñat Intxausti                 | Espagne                         | Movistar                        | 52 points                       |
| 2e                              | Simon Geschke                   | Allemagne                       | Giant-Alpecin                   | 50 pts                          |
| 3e                              | Steven Kruijswijk               | Pays-Bas                        | Lotto NL-Jumbo                  | 43 pts                          |
| 4e                              | Carlos Betancur                 | Colombie                        | AG2R La Mondiale                | 41 pts                          |
| 5e                              | Paolo Tiralongo                 | Italie                          | Astana                          | 23 pts                          |
| modifier                        |                                 |                                 |                                 |                                 |

### Classement du meilleur jeune
| Classement du meilleur jeune | Classement du meilleur jeune | Classement du meilleur jeune | Classement du meilleur jeune | Classement du meilleur jeune |
|                              | Coureur                      | Pays                         | Équipe                       | Temps                        |
| ---------------------------- | ---------------------------- | ---------------------------- | ---------------------------- | ---------------------------- |
| 1er                          | Fabio Aru                    | Italie                       | Astana                       | en 46 h 54 min 22 s          |
| 2e                           | Davide Formolo               | Italie                       | Cannondale-Garmin            | + 2 min 58 s                 |
| 3e                           | Esteban Chaves               | Colombie                     | Orica-GreenEDGE              | + 27 min 27 s                |
| 4e                           | Jan Polanc                   | Slovénie                     | Lampre-Merida                | + 38 min 28 s                |
| 5e                           | Francesco Manuel Bongiorno   | Italie                       | Bardiani CSF                 | + 40 min 57 s                |
| modifier                     |                              |                              |                              |                              |

### Classements par équipes

#### Classement au temps
| Classement par équipes au temps | Classement par équipes au temps | Classement par équipes au temps | Classement par équipes au temps |
|                                 | Équipe                          | Pays                            | Temps                           |
| ------------------------------- | ------------------------------- | ------------------------------- | ------------------------------- |
| 1re                             | Astana                          | Kazakhstan                      | en 140 h 4 min 2 s              |
| 2e                              | BMC Racing                      | États-Unis                      | + 6 min 17 s                    |
| 3e                              | Sky                             | Royaume-Uni                     | + 6 min 31 s                    |
| modifier                        |                                 |                                 |                                 |

#### Classement aux points
| Classement par équipes aux points | Classement par équipes aux points | Classement par équipes aux points | Classement par équipes aux points | Classement par équipes aux points |
|                                   | Équipes                           | Pays                              |                                   | Point(s)                          |
| --------------------------------- | --------------------------------- | --------------------------------- | --------------------------------- | --------------------------------- |
| 1re                               | Astana                            | Kazakhstan                        |                                   | 269                               |
| 2e                                | Orica-GreenEDGE                   | Australie                         |                                   | 195                               |
| 3e                                | Movistar                          | Espagne                           |                                   | 190                               |
| modifier                          |                                   |                                   |                                   |                                   |